# Melese monima
Melese monima är en fjärilsart som beskrevs av William Schaus 1910. Melese monima ingår i släktet Melese och familjen björnspinnare. Inga underarter finns listade i Catalogue of Life.